# プリンセス・プリンシパル
『プリンセス・プリンシパル』 (Princess Principal) は、Studio 3Hz・アクタス共同制作による日本のオリジナルテレビアニメ作品。2017年3月24日に制作が発表され、同年7月から9月までTOKYO MXほかにて放送された。略称は「プリプリ」。また、同年8月より2018年12月までスマートフォン向けのゲームも配信された。
19世紀末に東西に分断された架空のロンドンを舞台に繰り広げられる、女子高生たちのスパイアクションを描いたスチームパンク作品である。
続編が全6章の劇場版として制作されている。タイトルは『プリンセス・プリンシパル Crown Handler』。

## あらすじ
19世紀末。アルビオン国は強大な軍事力である王立航空軍・通称「空中艦隊」により世界の勢力図を一変させ、アルビオンから産出される新時代の動力源であり、特定範囲を無重力化することのできる「ケイバーライト」を独占することにより、ローマ帝国の再来と謳われる覇権国家を樹立していた。
しかし、議会共和派である「アイアンサイド党」が主導する革命の結果「王国」と「共和国」に分裂し、アルビオン王国とアルビオン共和国の両勢力により東西を隔てる「ロンドンの壁」で分割され、以来10年、各国のスパイが暗躍する「影の戦争」の最前線となった首都ロンドン。その王国領域にある名門校クイーンズ・メイフェア校に通う「博物倶楽部」の5人の少女には、王国に潜伏する共和国側のスパイ組織「コントロール」に所属するスパイという裏の顔があった。
共和国とて一枚岩ではなく、政府は穏健共和派だが、軍の一部で強硬な革命推進派が策動する中、5人は各々の能力や立場を活かし、時には悩み傷つきながらもスパイとしてロンドンを駆け巡る。

## 登場人物

### チーム白鳩
アンジェ
声 - 今村彩夏（テレビアニメ版・ゲーム版） → 古賀葵（劇場版）
本作の主人公。表向きの名はアンジェ・ル・カレ。アルビオン共和国の情報組織「コントロール」に所属するスパイチームのエース。17歳。天才的な技能を持つスパイで、暗号名で「A」とも呼ばれる。無愛想な態度や感情を廃した平坦な口調で人に接する一方、「クロトカゲ星」の話題や妙な嘘をついては周囲を振り回している。顔はプリンセスとそっくりだが、それを隠すために日常では眼鏡をかけている。武器は拳銃で、ウェブリー＝フォスベリー・オートマチック・リボルバーを愛用し、重要任務工作員のみが所持できるCボール（個人携帯型ケイバーライト移動装置）を駆使して任務をこなす。互いの正体に関わることから2人だけの秘密としているが、ロンドン分断前のプリンセスと親しい間柄であり、危険な任務に参加させることに反対したり、無茶な要求に応えたりと、過保護気味。
元々はプリンセスと共和国スパイを入れ替える「チェンジリング作戦」要員として、第2話にて植民地であるインコグニア出身の平民だが成績優秀な特待生というカバー（偽の肩書・身分設定）でクイーンズ・メイフェア校に転入してきており、学校では田舎者のドジっ子を装っている。
その正体はアルビオン王国の王女シャーロットで、本物のプリンセスである。幼少時に住んでいた現共和国領の城に迷い込んだ自身とまったく同じ顔をした本物のアンジェと出会い、2人の秘密として仲を深めていったが、アンジェと装束を取り替えて城の外に出た日に革命が起き、一旦は城に戻ったものの城への砲撃によって城の崖下に落ちてしまった結果、アンジェ=現在のプリンセスと入れ替わったままになっている。当時の王女としての生活に倦んでおり、その頃の自分を嫌ってもいて、本物のアンジェに対しては「王女を押し付けた」と思っており、「プリンセス」と呼び続けているのは、現在の彼女の王女としての在り方に対する敬意からである。
プリンセスと再会するために共和国側スパイとなり、「チェンジリング作戦」を考案して上層部に提唱し、発動後はその要員として王国に潜入する。当初から「コントロール」に背き、2人で逃亡生活を送る手筈を整えていたが、プリンセスがかつての自分の意志を継ぐために女王を目指していることを知り、協力することとなる。
名字は作家のジョン・ル・カレに由来する。
プリンセス
声 - 関根明良
アルビオン王国の王女。17歳。王位継承権は第4位で、祖母でもある現女王のお気に入り。おっとりして人当たりも良く、芯の通った性格をしている。政治的なバックは持たないが国民からの人気は高く、学業に勤しむ一方で王族としての公務もこなす。アンジェとの昔の約束を果たすために女王となることを目指し、それを目的にアンジェのスパイチームに参加する。他のメンバーと共にいることを怪しまれないよう、学校では「博物クラブ」を立ち上げ、同好の士を装っている。2人だけのときにはアンジェを「シャーロット」と呼ぶ。ベアトリスには「姫様」、他からは「プリンセス」と呼ばれている。
実は本物のプリンセスではなく、彼女と同じ外見を持つ孤児の少女=本物のアンジェで、そのときは父（声 - 水口侑一）からスリをさせられていた。本物のプリンセスと身分の入れ替え遊びを楽しんでいる最中に革命が起きてしまい、直後に自身が王女でないことを明かしたものの革命の混乱で真実と受け取られず、革命の余波で殺気立った周辺にプリンセスではないと気づかれれば身の破滅という事態に陥る。それ以降、血の滲むような努力で王女としての教養を身につけ、必死でプリンセスを演じてきた。第2話でアンジェに告げた「女王になってこの国を変える」という言葉は、革命時の入れ替わりの直前に下層の生活を見分して人々の間にある有形無形の壁を壊したいと願ったシャーロットの言葉とまったく同じであり、再会後のアンジェからは「あなたはもう、本物のプリンセスよ」と称賛されている。
ドロシー
声 - 大地葉
アンジェの相棒にして「コントロール」のスパイ。20歳。5人組の中では最年長者としてリーダー格を務めるほか、Lたち上層部との連絡役も務め、暗号名「D」で呼ばれる。性格は明るく自由奔放で、スパイであることをわきまえながらも友情に篤い。アンジェとは「コントロール」のスパイ養成所の同期の頃からの知り合いで、クイーンズ・メイフェア校には彼女より先に潜入していた。車の運転も含めてさまざまな役割を持ち、特に美貌やボディスタイルを活かした色仕掛けもこなすが、純情な一面を持つ。日常では不良少女を装っているが、その大人びた言動から男女問わず人気がある。スパイチームの隠れ蓑である「博物クラブ」の部室に、さまざまに偽装した銃器を持ち込んで隠しており、任務の際には地下通路を通って校外へ出る。
本名はデイジー・マクビーンで、普段は母の名であるドロシーと名乗っている。現王国領出身者だったが、少女時代に暴力を振るう父・ダニーに嫌気が差し、10年前に現共和国領まで家出した直後に革命により「ロンドンの壁」ができ、生きるためにスパイになった経緯がある。
「女王暗殺計画に伴うプリンセスの秘密裏の殺害」を命令されるが、当初から難色を示している。ゼルダと入れ替わる形で一時は学校から去りアンジェのもとを離れたが、その間もベアトリスと共に共和国政府の命令下で暗殺計画阻止に動いており、プリンセス救出に独断で動いていたアンジェには途中から合流している。
ベアトリス
声 - 影山灯 / 模倣声 - 落合福嗣、清川元夢、玄田哲章、廣田行生、石丸博也、今村彩夏
下級貴族である男爵家の子女で、プリンセスの友人兼侍女。15歳。かつて機械に傾倒した父によって強制的に組み込まれた人工声帯のため、周囲から迫害を受けていたところを友人になりたいというプリンセスからの申し出で救われて以来、彼女のことを慕っている。周囲からは「ベアト」と呼ばれる。学校の寮ではちせと同室。
首に組み込まれている人工声帯によって、男性を含めた様々な声で喋ることができ、また人間の可聴範囲外の音を出すこともできる。首の後ろに発声のオンオフを切り替えるスイッチがある。メンテナンスを自身で行っていることから機械関係に詳しく、機器を「この子」と呼ぶこともある。あまり言葉にはしないものの第10話でCボールを使用せずに侵入を行ったことに違和感を持つなど察しが良く、細かな点に気が付いてそれが表情に出る様子が描かれている。
独断でスパイチームに加わることを決めたプリンセスに引きずられる形でやむなく自分も参加したこともあり、スパイにはあまり積極的ではなかったが、人工声帯を活用したり、読唇術を習得するなど、努力を続けている。
ちせ
声 - 古木のぞみ
日本からの留学生で、スパイチームの5人の中では最も小柄な体格をしている。16歳。剣術に長けて高い白兵戦能力を持つ。強襲任務などでは先陣を切る一方、戦闘力が皆無なプリンセスやベアトリスの護衛に配置されることも多い。性格は実直で義理堅いが、元々浮世離れしたところがあるうえ、メンバー中唯一西洋文化圏の出身ではないことから当地の事情に疎く、日本の風習習俗のまま振る舞っては誤解から騒動になって目立ってしまうこともある。武器は日本刀で、片手持ち剣術の使い手。左利き。寮の居室には数々の日本の生活用具を持ち込んでいるだけでなく、漬物好きから糠漬けや納豆の匂いで、ルームメイトのベアトリスを困らせていた。
本名は藤堂ちせ（）で、佐賀藩出身の士族。暗殺者であり、剣の師にして実父である藤堂十兵衞が、外交特使としてアルビオン王国に渡った堀河公を暗殺しようとする報に接したため、逆賊として討つべく自身も単身アルビオン王国に渡り、アンジェたちと出逢っている。十兵衛討伐後は堀河公の計らいによりアンジェたちと同じ学園に留学し、「コントロール」に協力する傍ら、共和国と王国のどちらが日本にとって有利になるかという課題の見聞役の命も受けている。日本に姉が居る。女王暗殺計画の際に上からの命令で転校して一時はスパイチームを離れたが、女王暗殺計画によって危機に陥ったプリンセス救出に向かうアンジェたちに協力するため、堀河公に懇願して再合流する。

### コントロール
L（エル）
声 - 菅生隆之
「コントロール」のリーダー。表向きの肩書きは「大使館文化事業局長」。
アンジェたちのチームを「プリンシパル」と呼んでいる。
第10話で突然の異動になり、アンジェが秘密裏に接触した7との会話から、「コントロール」が穏健共和派から軍主導の革命推進派の体制へ移行したために更迭されたことが示唆されていたが、その間も政府下で動いており、軍主導の女王暗殺計画が失敗したのちに復帰している。
7（セブン）
声 - 沢城みゆき
「コントロール」の女性分析官。
Lの指揮下でスパイチームからの情報整理と報告を行っている。
第10話でLが異動になった後もジェネラルの元で分析官を続けながらアンジェと秘密裏に接触、その後も軍主導の革命推進派から主導権を取り戻すべく、Lやドリーショップらと協力しながら行動していた模様。
ドリーショップ
声 - 本田裕之
「コントロール」の技術担当。
大佐
声 - 山崎たくみ
軍から「コントロール」に「調整官」の名目で派遣された軍人。
あくまでもLの指揮下にあるほかのコントロールのメンバーとは異なり、Lに強硬な手段を取るよう迫るなど意見の合わないことも多い。
ゼルダ
声 - 園崎未恵
第11話・第12話に登場。「コントロール」のスパイの女性。アンジェたちの先輩にあたり、彼女が気配を消しても発見するうえ、アンジェとプリンセスが入れ替わってもわずかな言動の差異で看破するほど鋭い感覚を持ち、拳銃などの武器を駆使してちせとの戦闘にも遅れを取らないほど優秀である。
プリンセスの暗殺に際し、任務を遂行しやすいように表向きは彼女の護衛という形で、ドロシーの後任としてアンジェのサポートの任に就く。上層部の指令により女王暗殺計画の任にも就いており、王国の植民地出身の兵を編成して作戦にあたる。今回の作戦による政権転覆の成功率は低いと理解しながら、植民地兵の犠牲を踏み台に女王暗殺の主犯としてプリンセスをも殺害することで、王国の弱体化を狙っている。しかし、アンジェたちによる妨害を受けて任務失敗を悟り、Cボールを用いて撤退する。

### アルビオン王国陣営
女王
声 - 塙英子
アルビオン王国の君主。
老齢であるため体調が思わしくなくある程度の公務はこなしているものの物語の進行とともに衰えてベッドに臥せっているシーンが増えていく。
家族である王家の者に気を配っている様子。
ノルマンディー公
声 - 土師孝也
アルビオン王国公爵。内務卿の地位にあり、内務省保安隊公安部を率い、諜報・公安・警察関係に強い影響力を持つ。「コントロール」と敵対しており、さまざまな手段で暗躍する。女王にも意見できる立場にあり、親戚関係にあるプリンセスには「おじさま」と呼ばれている。
国民人気の高いプリンセスを警戒しており、プリンセスの校内護衛に手の者を配置したり、同窓生を協力者として情報収集させたりしている。また、ロシア皇室との結婚話を持ち出したほか、暗殺事件に巻き込まれることを目論んだこともある。
ガゼル
声 - 飯田友子
ノルマンディー公の秘書の女性。褐色の肌でメガネをかけている。自らも諜報関係のエージェントとして活動する。
沈着冷静な性格で任務をこなす一方、投擲武器の扱いにも長けており、ダニーに報酬の増額を要求された際には彼の頭部を離れた間合いからピストルソードで割り、殺害している。

### その他
堀河（）公
声 - 後藤哲夫（テレビ版）→中博史（劇場版）
第4話、第5話、第9話、第12話に登場。日本政府の外交特使。元（さきの）太政大臣。日本と王国間の条約の不平等を改善するため、女王に提訴しようと渡航した。その際に接待役のプリンセスに知遇されたが、走行中の列車内で十兵衛に暗殺されそうになり、大島（おおしま、声 - 赤澤涼太）をはじめ多くの日本からの護衛を殺害されたものの、当人はアンジェとちせの活躍により難を逃れる。その後、大使としてアルビオンに滞在してドロシーの仲介で「コントロール」と接触し、表向きは王国派として共和国派に協力することを了承するも、実際はどちらが日本にとって有利になるか模索しており、ちせに「コントロール」への協力と共に検分役も命じ、彼女を滞在先の床の間式の離れ座敷に呼び出しては報告を聞いている。
第5話の初渡航時では紋付袴に一髻で、滞在後である第4話では髻を解いて洋装に代えているが、ロンドンに日本屋敷と日本庭園をあつらえた日本大使館を構え、第12話の王国戦勝祈願式典には牛車で来場している。
フランキー
声 - もりいくすお
第6話と第7話に登場する借金取り。オネエ言葉で話し、派手な身なりで手下2人を連れ歩いている。
第6話ではダニーへの借金催促のことでドロシーに、第7話では洗濯工場社長への借金催促のことでアンジェに撃退されている。
監督の橘正紀は、「美味しいキャラに仕上がったので、仮に続編があれば再登場させたい」としており、『Crown Handler』第2章では2人の部下と共に再登場を果たした。

### 各話ゲスト
エリック
声 - 中澤まさとも
第1話に登場。ケイバーライトの研究者。王国から共和国への亡命を求めてアンジェのチームに保護され、自分と共にケイバーライト障害を患う妹のエイミー（声 - 和多田美咲）も亡命させることを要求する。実は、エイミーの治療のために王国公安部から高額の報酬で協力を要請された潜入工作員であり、正体を見破られてアンジェに射殺される。エリックの死亡後、アンジェが殺害直前に契約書にサインをさせた彼の生命保険により、エイミーは治療を受けることになる。
キンブル
声 - 辻親八
第1話に登場。アルビオン王国内務省保安隊公安部長。王国から共和国への亡命ルートを解明する作戦を指揮していたが、「コントロール」に作戦を見破られ、ドロシーとちせに指揮所を急襲されて降伏する。
モーガン
声 - 仲野裕
第2話に登場。王国大使館に勤務する共和国外務員の高官。共和国側の機密を手土産として王国への亡命を謀ったところ、プリンセスに変装したアンジェの言葉巧みに説得され、断念する。その変心に感づいたノルマンディー公に指輪型の仕込み銃で至近距離から銃撃された。わざと急所を外していたためこの時点では生存していたが、情報漏洩を懸念した「コントロール」によって病院への搬送中に殺害された事が明かされる。
藤堂十兵衛（）
声 - 大友龍三郎
第5話に登場。主に日本政府の要人を狙う暗殺者で、ちせの剣の師にして実父。
堀河公を暗殺すべく同志と共に渡航し、ノルマンディー公の協力のもとで決行するも、アンジェとちせに妨害されて失敗し、自分はちせとの一騎討ちの果てに敗れ、父を超えた娘を褒めて息を引き取る。亡骸はちせの手により、現場近くの丘に「名も無き墓」として埋葬される。
ダニー・マクビーン
声 - 廣田行生
第6話に登場。ドロシー（デイジー）の実父で、王国領のモルグで働く。かつては有能な蒸気技師だったが、10年前に事故で右腕を失ってフック型手先具の義手を着け、自暴自棄となって酒に溺れて荒み、妻のドロシーと娘のデイジーに逃げられて以来、同僚たちともたびたび揉め事を起こす。
フランキーへの借金を返済するためにガゼルの依頼を引き受けたことにより、同じ内容の任務を受けたドロシーと再会する。ドロシーの協力もあって依頼を達成するが、娘との再会を機に人生のやり直しをはかろうと報酬の上乗せを執拗に要求したため、ガゼルに殺害される。
マリラ
声 - 古川由利奈
第7話に登場。アンジェたちが毒ガスジャック（声 - 野瀬育二）事件を調査するために潜伏した洗濯工場「リトル・ラム'ズ・ランドリー」で働く女性。職員の女性たちを率い、設備の整っていない工場をやりくりしようと努力している。プリンセスが経営危機に陥った工場を買収したうえ、アンジェたちが作業環境を改善したおかげで効率向上と収益が伸びたことを喜び、ちせとも仲良くなるが、工場に潜入してきた毒ガスジャックとの戦闘を目撃してしまったことで、彼女たちに裏の顔があることを察する。任務達成後のアンジェたちが工場から撤退する際にはプリンセスから経営権を任され、ちせへの「負けるな」との伝言を頼む。
ジュリ
声 - 木野日菜
第8話に登場。スリの少女。アンジェがオライリー卿（声 - 矢野正明）に接触を謀っている人物を確かめるための張り込み中に知り合い、失敗続きだったスリの上達法をアンジェに教授されたことで、彼女を慕うようになる。アンジェに任務のターゲットである人物にスリを仕掛けるように頼まれ、内容を知らされずに任務を手助けしてくれた口封じを兼ねた礼として、自分と同様の孤児を集めてはスリを強要して虐待する親方（声 - ふくまつ進紗）を懲らしめてもらい、仲間と共に待遇の良い遠方の孤児院に入所できることになる。
リリ・ギャビストン
声 - 鬼頭明里
第9話・第11話に登場。王国主席判事の娘で、プリンセスと同じクラス。取り巻き2人を引き連れていることもある。気位が高く若干嫌味な性格をしているが、他者の不正行為に動揺するような一面も持ち、貴族階級であることの価値観から逸脱しないものの腹黒いわけではない。ノルマンディー公の協力者でもあり、直通電話を介してプリンセスの行動を報告しているが、ちせの決闘の際に指名された立会人を務めている最中にアンジェたちに自室内へ潜入され、盗聴器を仕掛けられてしまう。
キャメロン
声 - 四宮豪
第9話に登場。貴族の子弟で、弟のタイラー（声 - 四宮豪）や取り巻き6人（声 - 6人とも佐久間元輝）を引き連れている。特権意識が強い性格で、差別感情を平然と表に出す。日本を侮辱したことがきっかけでちせと対立し、プリンセスの勧めで決闘することになる。決闘の際にはちせの銃を発砲できない状態に細工していたが、ちせが投石器の要領で放った弾丸が右肩に命中して負傷したために敗北し、謝罪せざるを得なくなる。
委員長
声 - 大橋彩香
第10話に登場。「コントロール」のスパイ養成所「ファーム」にいた当時のアンジェとドロシーの同期の成人女性。アンジェに次ぐ成績を収め、眼鏡を着用したまとめ役だったことから「委員長」とあだ名で呼ばれている。本名は不明だが、潜入先の海軍卿のもとではエレノアと名乗っている。アンジェとは話が合わないこともあり、あまり仲は良くない。
卒業後は数々の任務をこなしていたが、ストレス過多に陥ったところをノルマンディー公に付け入れられて麻薬中毒にされ、二重スパイとなる。その疑惑の解明を命じられたアンジェやドロシーと別任務を名目に再会し、二重スパイであることを看破されたことに気づいて逃亡するが、追跡してきたドロシーの自由奔放さに憧れていたことを告白し、彼女の手を汚したくないと拳銃自殺する。
ジェネラル
声 - 星野充昭
第10話 - 第12話に登場。Lの後任として軍部から就任した男性。「チェンジリング作戦」を女王とプリンセスの暗殺による王国政権転覆計画に移行させる指示を出すが、作戦が失敗して解任される。
イングウェイ
声 - 小野大輔
第11話・第12話に登場。王国の植民地出身の軍人。王国社会の格差や腐敗や貧困を是正することを目的に、ゼルダのもとで女王暗殺計画に参加するが、全貌は明かされておらず、プリンセスには敬意と協力に対する感謝の念を抱いている。
プリンセスに暴力・武力による革命の愚かしさと、国を良くするために命を賭けている覚悟と意志を説かれたことで、ゼルダの殺害対象になったプリンセスを庇って暗殺計画の中止を決意するが、あくまで実行を目指すゼルダに撃たれ、プリンセスに国の未来を託して絶命する。

### 劇場版の登場人物
ビショップ
声 - 飛田展男
第1章に登場。本名は「ウィンストン」アルビオン王室の侍従長を務める男性。過去にプリンセスの教育係を務めていた。
その正体はコントロールの送り込んだ情報収集専門のスパイであり、アンジェが真のシャーロット王女であることを看破するが、あくまでもスパイのビショップとしてアンジェらに接する。
第1章終盤にチーム白鳩の工作によって別の陣営に共和国の情報を売り渡す二重スパイであることが露見し、コントロールによって共和国側に移送されることになるが、アンジェの正体を秘匿することを条件に逃亡手段が記されたメモを受け取り出国しようとしたところを何者かによって暗殺される。
エドワード
声 - 丹沢晃之
第2章に登場。アルビオン王国の王位継承権第1位の王子。
第2章終盤にて客船爆破未遂と時を同じくして一人になったところをリチャードの手の者によって暗殺される。
メアリー
声 - 遠藤璃菜
第2章に登場。アルビオン王国の王位継承権第2位の王女。
幼いながらにして王位継承権第2位となったこともあり重圧に押しつぶされそうになりながらも公務や勉学に励んでいる。
エドワード亡き後は第1王女としてノルマンディー公らよって厳しく躾けられる。
リチャードによって命を狙われたこともありチーム白鳩の助けを得て亡命することを決心するもあと一歩のところでノルマンディー公によって阻止されてしまう。
リチャード
声 - 興津和幸
第2章に登場。アルビオン王国の王位継承権第3位の王子。
新大陸の総督に就任していたが第2章開幕時に5年ぶりに凱旋するもパレード中にビショップを暗殺した人物によって右肩を狙撃される。しかし、この襲撃はリチャードら大陸陣営による自演であり、その後も強硬な手段をもって次期国王の座を狙って暗躍する。
エドワードの殺害に関わっていることがプリンセスに露見すると彼女を評価しているとして度々協力するように諭す。
第3章終盤にノルマンディー公によってエドワード殺害容疑で逮捕される。

## スタッフ
- 監督 - 橘正紀[7]
- シリーズ構成 - 大河内一楼[7]
- キャラクター原案 - 黒星紅白[7]
- キャラクターデザイン - 秋谷有紀恵[7]
- 総作画監督 - 秋谷有紀恵、西尾公伯[7]
- コンセプトアート - 六七質[7]
- メカニカルデザイン - 片貝文洋[7]
- リサーチャー - 白土晴一[7]
- 設定協力 - 速水螺旋人[7]
- プロップデザイン - あきづきりょう
- 美術監督 - 杉浦美穂
- 美術監修 - 池信孝
- 美術設定 - 大原盛仁、谷内優穂
- 色彩設計 - 津守裕子
- HOA - トライスラッシュ[7]
- グラフィックアート - 荒木宏文
- 撮影監督 - 若林優[7]
- 3Dディレクター - 中島竜生
- 編集 - 定松剛[7]
- 音響監督 - 岩浪美和[7]
- 音楽 - 梶浦由記[7]
- 音楽制作 - ランティス
- アニメーション制作 - Studio 3Hz[7] × アクタス
- 製作 - Princess Principal Project[7]（バンダイビジュアル、博報堂DYミュージック&ピクチャーズ、ランティス、ムービック、TOKYO MX、キュー・テック、メディコス・エンタテインメント）

## 主題歌
「The Other Side of the Wall」
Void_Chords feat.MARUによるオープニングテーマ。作詞はKonnie Aoki、作曲・編曲は高橋諒。
「A Page of My Story」
アンジェ（今村彩夏）、プリンセス（関根明良）、ドロシー（大地葉）、ベアトリス（影山灯）、ちせ（古木のぞみ）によるエンディングテーマ。作詞はKonnie Aoki、作曲・編曲は高橋諒。
「moonlight melody」
第6話挿入歌。作詞・作曲・編曲は梶浦由記。
「もひとつまわして」
第7話挿入歌。作詞・作曲・編曲は梶浦由記。

## 各話リスト
本作は放送順と作中の時系列が必ずしも一致していない。作中での時系列は大まかに、サブタイトル中の「case○○」（○○には数字が入る）が対応している。たとえば第1話が「case13」なのに対して第2話は「case1」であり、第1話は第2話より後の話である。
本編とは別にそのダイジェスト版「〜アンジェ・レポート〜」が制作されており、2017年9月15日前後からYouTubeなどで公開された後、同年10月1日以降にはテレビでも放送された。
| 話数   | 話数            | サブタイトル                  | 脚本       | 絵コンテ | 演出                | 作画監督                                                                     |
| 本放送 | ソフト・ 再放送 | サブタイトル                  | 脚本       | 絵コンテ | 演出                | 作画監督                                                                     |
| ------ | --------------- | ----------------------------- | ---------- | -------- | ------------------- | ---------------------------------------------------------------------------- |
| #01    | #01             | case13 Wired Liar             | 大河内一楼 | 橘正紀   | 江副仁美            | 寺尾憲治                                                                     |
| #02    | #02             | case1 Dancy Conspiracy        | 大河内一楼 | 詩村宏明 | 伊部勇志            | 大高雄太、金丸綾子 青木昭仁、鶴窪久子（総）                                  |
| #03    | #03             | case2 Vice Voice              | 大河内一楼 | 島津裕行 | 博史池畠            | 服部聰志、鶴窪久子（総）                                                     |
| #04    | #04             | case9 Roaming Pigeons         | 大河内一楼 | 迫井政行 | 山下英美            | 飯田剛士                                                                     |
| #05    | #05             | case7 Bullet & Blade's Ballad | 大河内一楼 | 江畑諒真 | 間島崇寛            | 江畑諒真                                                                     |
| #06    | #07             | case18 Rouge Morgue           | 大河内一楼 | 内藤明吾 | 工藤寛顕            | 小島えり                                                                     |
| #07    | #06             | case16 Loudly Laundry         | 大河内一楼 | 橘正紀   | 大森祐紀            | 高橋あやこ、金丸綾子、鶴窪久子（総）                                         |
| #08    | #09             | case20 Ripper Dipper          | 大河内一楼 | 入江泰浩 | 高田淳              | 田中克憲、逵村六、小倉典子 実原登、内原茂、桜井木の実 澤木巳登理、小笠原理恵 |
| #09    | #08             | case11 Pell-mell Duel         | 大河内一楼 | 迫井政行 | 迫井政行            | 鶴窪久子、飯田剛士、金丸綾子 小堺能夫、小松香苗                              |
| #10    | #10             | case22 Comfort Comrade        | 大河内一楼 | 内藤明吾 | 黒部万太郎 鈴木拓磨 | 坂井翔太、松尾亜希子、新井博慧 鶴窪久子、飯田剛士 小堺能夫、金丸綾子         |
| #11    | #11             | case23 Humble Double          | 檜垣亮     | 佐野隆史 | 加藤顕 石倉賢一     | 北條真純、大高雄太、実原登 田中克憲、桜井拓郎                                |
| #12    | #12             | case24 Fall of the Wall       | 檜垣亮     | 内藤明吾 | 橘正紀              | 小島えり、田中克憲、逵村六 実原登、大高雄太、王國年 秋谷有紀恵、飯田剛士     |

## 放送局
| 放送期間                | 放送時間                     | 放送局     | 対象地域 | 備考                    |
| ----------------------- | ---------------------------- | ---------- | -------- | ----------------------- |
| 2017年7月9日 - 9月24日  | 日曜 23:00 - 23:30           | TOKYO MX   | 東京都   | 製作参加                |
|                         | 日曜 23:30 - 月曜 0:00       | KBS京都    | 京都府   |                         |
| 2017年7月10日 - 9月25日 | 月曜 1:00 - 1:30（日曜深夜） | サンテレビ | 兵庫県   |                         |
| 2017年7月12日 - 9月27日 | 水曜 0:30 - 1:00（火曜深夜） | BS11       | 日本全域 | BS放送 『ANIME+』枠     |
| 2017年7月14日 - 9月29日 | 金曜 20:00 - 20:30           | AT-X       | 日本全域 | CS放送 リピート放送あり |

| 配信開始日    | 配信時間        | 配信サイト                                     |
| ------------- | --------------- | ---------------------------------------------- |
| 2017年7月12日 | 水曜 12:00 更新 | ニコニコチャンネル / バンダイチャンネル        |
| 2021年9月18日 | 9日間無料配信   | YouTube BANDAI NAMCO Arts Channel/ニコニコ動画 |

## BD / DVD

### テレビシリーズ
全6巻・各巻2話収録。収録話数の順番は、TV放送時から一部変更して収録される。
| 巻  | 発売日         | 収録話                                      | 規格品番  | 規格品番  |
| 巻  | 発売日         | 収録話                                      | BD限定版  | DVD       |
| --- | -------------- | ------------------------------------------- | --------- | --------- |
| I   | 2017年9月27日  | 第1話 - 第2話                               | BCXA-1262 | BCBA-4849 |
| II  | 2017年10月27日 | 第3話 - 第4話                               | BCXA-1263 | BCBA-4850 |
| III | 2017年11月24日 | 第5話 - 第6話（TV放送第7話）                | BCXA-1264 | BCBA-4851 |
| IV  | 2017年12月22日 | 第7話（TV放送第6話） - 第8話（TV放送第9話） | BCXA-1265 | BCBA-4852 |
| V   | 2018年1月26日  | 第9話（TV放送第8話） - 第10話               | BCXA-1266 | BCBA-4853 |
| VI  | 2018年2月23日  | 第11話 - 第12話                             | BCXA-1267 | BCBA-4854 |

### イベントBD
2018年4月29日に行われたライブイベント「プリンセス・プリンシパル STAGE OF MISSION」、2019年10月19日・20日に行われた「プリンセス・プリンシパル THE LIVE Yuki Kajiura×Void_Chords」が収録されている。両イベントとも、千葉県浦安市舞浜の舞浜アンフィシアターで行われた。
| タイトル         | 発売日         | 規格品番  |
| ---------------- | -------------- | --------- |
| STAGE OF MISSION | 2018年11月22日 | BCXE-1375 |
| THE LIVE         | 2020年3月27日  | BCXE-1502 |

## ピクチャードラマ
BD / DVD収録の映像特典ピクチャードラマ。
- 脚本 - 大河内一楼、木村暢（case15.3）
- イラストレーション - ま(・こ・)と

| 収録巻           | サブタイトル                   |
| ---------------- | ------------------------------ |
| I                | case10.5 Ready lady            |
| II               | case11.5 Tete-a-tete telephone |
| III              | case16.5 Conciliatory victory  |
| IV               | case17.5 Good sisterhood       |
| V                | case18.5 Black blab            |
| VI               | case21.5 Dreaded dream         |
| STAGE OF MISSION | case15.3 Hurry-Scurry Scenery  |

## CD
| 発売日        | タイトル                                                   | 規格品番    | 備考                       |
| ------------- | ---------------------------------------------------------- | ----------- | -------------------------- |
| 2017年7月26日 | The Other Side of the Wall                                 | LACM-14624  | テレビ版オープニングテーマ |
| 2017年8月2日  | A Page of My Story                                         | LACM-14629  | テレビ版エンディングテーマ |
| 2017年8月30日 | 5 Moving Shadows                                           | LACA-15664  | キャラクターソング         |
| 2017年9月27日 | Sound of Foggy London                                      | LACA-9540   | オリジナルサウンドトラック |
| 2020年3月27日 | プリンセス・プリンシパル THE LIVE Yuki Kajiura×Void_Chords | LACA-9696~7 | ライブCD                   |
| 2020年4月8日  | LIES & TIES                                                | LACM-14978  | 劇場版オープニングテーマ   |
| 2020年4月8日  | Nowhere Land                                               | LACM-14979  | 劇場版エンディングテーマ   |

## Webラジオ
『プリプリ♡秘密レポート』は、2017年7月9日から10月22日までLantisネットラジオにて毎週日曜23時30分（TOKYO MXでの放送終了後）に配信されていた番組。6月25日にプレ配信が行われた。パーソナリティはアンジェ役の今村彩夏とドロシー役の大地葉。全16回。
2020年3月25日からは『プリプリ♡秘密レポート すーぱー』のタイトルでYouTubeBANDAI NAMCO Arts Channelにて配信中。パーソナリティはアンジェ役の古賀葵、プリンセス役の関根明良、ドロシー役の大地葉。
冒頭にはアニメ放映ではなされない次回予告がされている。続いて直前回の放送エピソードを振り返り、メインキャストであるパーソナリティー2人と、ゲストが出演している場合は彼らの感想や収録時の様子や、間接的な制作陣の話などを聞くことができる。さらに「今週の素朴な疑問」と題し、その週の放送エピソード中の疑問点について、事前に用意されている制作側の回答が明かされる。疑問は些細なものから枢要な設定まで多岐にわたる。またラジオ最後では、キャストらの演じるキャラクターが声優としてラジオパーソナリティーを務めているという体裁のミニドラマが演じられる。
ゲスト(プリプリ♡秘密レポート)
- 第5回(8月6日) 古木のぞみ
- 第6回(8月13日) 影山灯
- 第12回(9月24日) 関根明良
- 第15回(10月15日) 白土晴一 湯川淳
- 第16回(10月22日) 橘正紀

ゲスト(プリプリ♡秘密レポート すーぱー)
- 第8・11回(2021年10月29日・2023年3月7日) 影山灯
- 第9回(2021年11月18日・2023年4月7日) 古木のぞみ

## ゲーム
スマートフォン（Android・iOS）用ゲーム『プリンセス・プリンシパル GAME OF MISSION』が、2017年8月10日から2018年12月28日まで配信。ジャンルはパズルゲームである。
アニメの制作発表と同時に本ゲームが開発中であることが発表された。
ゲームオリジナルキャラクターが多数登場することも特徴であり、公式サイトで発表されているだけでも27人が設定されている。

## 劇場版
タイトルは『プリンセス・プリンシパル Crown Handler』（プリンセス・プリンシパル クラウンハンドラー）。2018年4月29日、全6章の続編を劇場公開することが発表された（この時点では2019年公開予定だった）。2019年9月29日、テレビアニメ第12話の再放送終了後に、劇場版のタイトルと第1章の公開日が告知された。アンジェ役には引退した今村彩夏に代わって古賀葵が起用されたほか、一部スタッフも変更されている。
第1章は2021年2月11日に公開された。第2章は同年9月23日に公開された。第3章は2023年4月7日に公開された。第4章は2025年5月23日 に公開された。
興行収入は第1章が1億400万円、第2章が9900万円。

### スタッフ（劇場版）
- 監督 - 橘正紀
- シリーズ構成・脚本 - 木村暢
- キャラクター原案 - 黒星紅白
- キャラクターデザイン - 秋谷有紀恵、西尾公伯
- 総作画監督 - 西尾公伯
- コンセプトアート - 六七質
- メカニカルデザイン - 片貝文洋
- リサーチャー - 白土晴一
- 設定協力 - 速水螺旋人
- プロップデザイン - あきづきりょう
- 音楽 - 梶浦由記
- 音響監督 - 岩浪美和
- 美術監督 - 杉浦美穂
- 美術設定 - 大原盛仁、谷内優穂、谷口ごー、実原登
- 色彩設計 - 津守裕子
- HOA (Head of 3D Animation) - トライスラッシュ
- グラフィックアート - 荒木宏文
- 撮影監督 - 若林優
- 編集 - 定松剛
- アニメーション制作 - アクタス
- 配給 - ショウゲート

### 主題歌（劇場版）
「LIES & TIES」
Void_Chords feat. Yui Muginoによるオープニングテーマ。作詞はKonnie Aoki、作曲・編曲は高橋諒。
「Nowhere Land」
アンジェ（古賀葵）、プリンセス（関根明良）、ドロシー（大地葉）、ベアトリス（影山灯）、ちせ（古木のぞみ）によるエンディングテーマ。作詞はKonnie Aoki、作曲・編曲は高橋諒。
「fairy game」
FictionJunction feat. shuriによる第2章の挿入歌。作詞・作曲・編曲は梶浦由記。

### 各話リスト（劇場版）
| 章    | 脚本   | 絵コンテ         | 演出     | 総作画監督 | 作画監督                             | メカ作画監督 |
| ----- | ------ | ---------------- | -------- | ---------- | ------------------------------------ | ------------ |
| 第1章 | 木村暢 | 橘正紀           | 高田淳   | 西尾公伯   | 王國年、小島えり、田中克憲           | 片貝文洋     |
| 第2章 | 木村暢 | 高田淳、橘正紀   | 工藤寛顕 | 西尾公伯   | 小島えり、北條真純、王國年、田中克憲 | 片貝文洋     |
| 第3章 | 木村暢 | 橘正紀、下田正美 | 工藤寛顕 | 西尾公伯   | 王國年、檜垣彰子、小島えり           | 片貝文洋     |

## 漫画
2019年11月8日より、『COMICリュウWEB』（徳間書店）にてコミカライズ版が連載。2021年4月15日以降、長期休載中。作画はテレビシリーズ・劇場版でプロップデザインを務めるあきづきりょうが担当。また、設定協力として白土晴一と速水螺旋人が参加している。
- あきづきりょう（漫画）、Princess Principal Project（原作）、白土晴一・速水螺旋人（設定協力） 『プリンセス・プリンシパル』 徳間書店〈リュウコミックス〉、既刊1巻（2020年3月13日現在）
  1. 2020年3月13日発行、ISBN 978-4-19-950701-4

## 評価
軍事アナリストの小泉悠は第3話まで視聴（記事公開日時点では第5話まで放映）した上で、現実のスパイと類似する部分や異なる部分などを分析、考察している。